# Gustav Adolph Helmrich von Elgott
Gustav Adolph Helmrich von Elgott (geb. 1. Mai 1706; gest. 10. Februar 1782 in Breslau) war ein preußischer Landrat.

## Herkunft
Gustav Adolph Helmrich von Elgott war ein Angehöriger des aus Goldberg in Schlesien stammenden Briefadelsgeschlechts Helmrich von Elgott. Er war ein Sohn des George Rudolph Helmrich von Elgott (1677–1711), Erbherr auf Langenau im Fürstentum Oels, und dessen Ehefrau Anna Eleonora, geb. von Gaffron und Ober-Stradam (1688–1731). Ein Bruder von ihm war Sylvius Rudolph Helmrich von Elgott, Landrat des Kreises Liegnitz. Am 28. Mai 1726 immatrikulierte er sich in Jena. Anschließend widmete er sich wohl der Landwirtschaft, bevor er am 11. Juli 1730 in erster Ehe Anna Friederike Johanna Eleonore, geb. von Seidlitz (* 18. November 1713; † 29. Juli 1747) ehelichte. Aus dieser Ehe gingen insgesamt 8 Kinder hervor. Nach dem Tod der ersten Ehefrau 1747 heiratete er am 14. Februar 1748 in zweiter Ehe Johanna Sophia, geb. von Seidlitz (* 12. September 1718; † 23. August 1773). Aus der zweiten Ehe gingen nochmals 7 weitere Kinder hervor. 1765 wurde er Nachfolger von Johann Friedrich von Burgsdorff als Landrat des Landkreises Breslau. Nach seinem Tod am 10. Februar 1782 wurde Friedrich August von Riedel und Löwenstern am 27. März 1782 zu seinem Nachfolger ernannt.